# Диэтиловый эфир
Диэтиловый эфир (этиловый эфир, серный эфир, этоксиэтан; лат. Diaethyl aether; Et2O) — типичный алифатический простой эфир. Широко используется в качестве растворителя. Впервые получен в Средние века.

## История
Возможно, что впервые диэтиловый эфир был получен в IX веке алхимиком Джабир ибн Хайяном либо алхимиком Раймундом Луллием в 1275 году. Достоверно известно, что он был синтезирован в 1540 году Валерием Кордусом, который назвал его «сладким купоросным маслом» (лат. oleum dulce vitrioli), поскольку получил его перегонкой смеси этилового спирта и серной кислоты, которая тогда называлась «купоросным маслом». Кордус также отметил его анестезирующие свойства. В 1680 году Роберт Бойль вторично синтезировал эфир. Затем в 1704 году Исаак Ньютон открыл эфир в третий раз, в поисках синтеза искусственного золота c помощью философского камня. Название «эфир» было дано этому веществу в 1729 году Фробениусом.
В 1794 году эфир был испытан для вдыханий с целью уменьшения болей, а в 1795 году Томас Беддоус создал Медицинский пневматический институт для лечения различных лёгочных заболеваний газами. Такие газы тогда называли «искусственным воздухом».

## Синтез
Получают действием на этиловый спирт кислотных катализаторов при нагревании, например, перегонкой смеси этилового спирта и серной кислоты при температуре порядка 140—150 °C. Также получается как побочный продукт в производстве этилового спирта гидратацией этилена в присутствии фосфорной кислоты или 96—98 % серной кислоты при 65—75 °С и давлении 2,5 МПа. Основная часть диэтилового эфира образуется на стадии гидролиза этилсульфатов (95—100 °C, 0,2 МПа).

## Свойства
- Бесцветная, прозрачная, очень подвижная, летучая жидкость со своеобразным запахом и жгучим вкусом.
- Растворимость в воде 6,5 % при 20 °C. Образует азеотропную смесь с водой (т. кип. 34,15 °C; 98,74 % диэтилового эфира). Смешивается с этанолом, бензолом, эфирными и жирными маслами во всех соотношениях.
- Легко воспламеняется, в том числе пары; в определённом соотношении с кислородом или воздухом пары эфира для наркоза взрывоопасны.
- Разлагается под действием света, тепла, воздуха и влаги с образованием токсичных альдегидов, пероксидов и кетонов, раздражающих дыхательные пути.
- Образующиеся пероксиды нестойки и взрывоопасны, они могут быть причиной самовоспламенения диэтилового эфира при хранении и взрыве при его перегонке «досуха»

По химическим свойствам диэтиловый эфир обладает всеми свойствами, характерными для простых эфиров, например, образует нестойкие оксониевые соли с сильными кислотами:
{\displaystyle {\mathsf {(C_{2}H_{5})_{2}O+HBr\rightarrow [(C_{2}H_{5})_{2}OH]^{+}Br^{-}}}}
Образует сравнительно стабильные комплексные соединения с кислотами Льюиса: (C2H5)2O·BF3

## Применение

### Фармакология
В медицине используется в качестве лекарственного средства общеанестезирующего действия, так как его влияние на нейронные мембраны и свойство «обездвиживать» ЦНС очень специфично и полностью обратимо. Применяется в хирургической практике для ингаляционного наркоза, а в стоматологической практике — местно, для обработки кариозных полостей и корневых каналов зуба при подготовке к пломбированию.
В связи с постепенным разложением диэтилового эфира, должны строго выдерживаться установленные сроки хранения. Для наркоза можно применять эфир только из склянок, открытых непосредственно перед операцией. По истечении каждых 6 месяцев хранения эфир для наркоза проверяют на соответствие требованиям.
Выдающийся хирург Н. И. Пирогов первым в истории медицины начал оперировать раненых с эфирным обезболиванием (против нагноения ран в полевых условиях). Всего доктор провел около десяти тысяч операций под эфирным наркозом.

### Техника
- Применяется как растворитель нитратов целлюлозы в производстве бездымного пороха, природных и синтетических смол, алкалоидов.
- Применяется как теплоноситель в криогенной технике, реже как компонент для хладагентов.
- Применяется как экстрагент для разделения плутония и продуктов его деления при получении и переработке ядерного топлива, при выделении урана из руд.
- Применяется как компонент топлива в авиамодельных компрессионных двигателях.
- При запуске бензиновых двигателей внутреннего сгорания в суровых зимних условиях.

В СССР выпускалась пусковая жидкость «Арктика», небольшое количество заливалось во впускной коллектор через карбюратор при снятом воздушном фильтре. Для Советской армии выпускался эфир в алюминиевой запечатанной гильзе, перед использованием гильза протыкалась штык-ножом или отвёрткой. За рубежом выпускается «жидкость для запуска в холодные дни» в аэрозольном баллоне. Состав: диэтиловый эфир, индустриальное масло, пропеллент.
Механизм запуска двигателя внутреннего сгорания в этом случае по большей мере компрессионный: смесь эфира с воздухом воспламеняется от сжатия уже при степени сжатия порядка 5—6. Потерявшие компрессию по разным причинам двигатели могут делать несколько оборотов на эфире, но на бензине, тем не менее, не работают.

## Немедицинское использование
Диэтиловый эфир получил широкое распространение у токсикоманов. Вдыхание сладких паров эфира приводит к головокружению, сонливости и притуплению сознания. Людей, часто употребляющих эфир, также называют «эфирные зомби», ввиду заметного притупления их когнитивных функций.